# 馬卡龍公園
馬卡龍公園是一座位於臺灣臺中市太平區的兒童公園，佔地面積3.15公頃，2022年10月29日啟用，擁有臺灣最高溜滑梯的公有公園。

## 命名
馬卡龍公園充滿馬卡龍色系與圖案，因此公園命名不採用地名，而稱馬卡龍公園。

## 歷史
台中縣市合併前，台中縣政府將大量的垃圾囤積在新光橋附近的高灘地，形成了新光垃圾掩埋場，後來成為新光區段徵收的一部分，整地時挖出大量垃圾而形成「垃圾山」，經時任台中市長林佳龍編列10億6685萬多元經費，清走30萬噸廢棄物並進行土地改善後，規劃編列6千多萬闢設為「公5」環保公園。台中市長盧秀燕上任後再透過平均地權基金編列6230萬經費興建公園，於2020年12月3日舉行動土典禮。
- 2022年10月29日，馬卡龍公園正式開幕。[6]

## 設施

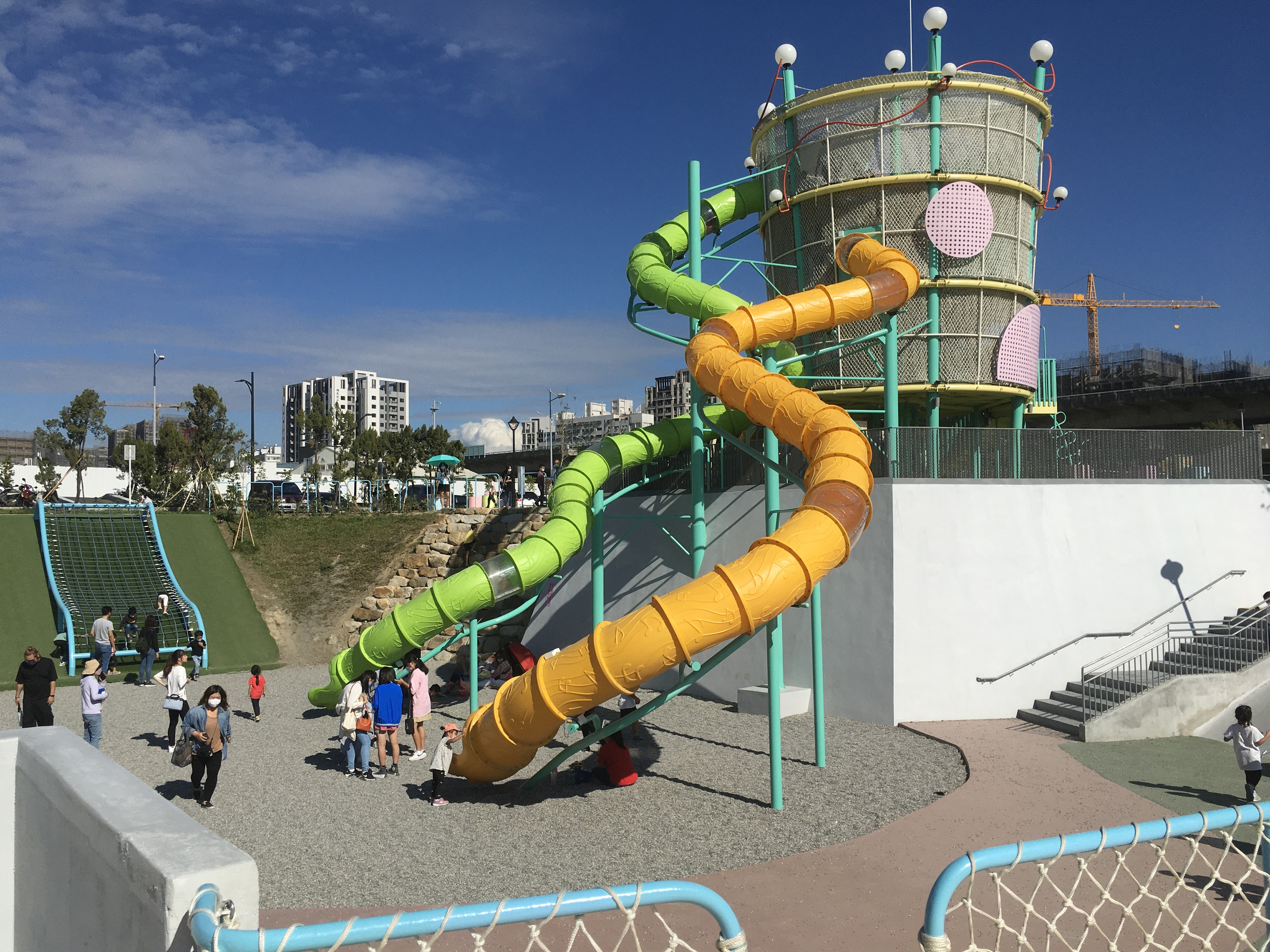
台灣最高的溜滑梯

馬卡龍公園設有高達11米的溜滑梯，是全台最高的溜滑梯，還設有攀爬設施、平面彈跳床、8組鞦韆、籃球場、輪椅旋轉盤、座椅式盪鞦韆、沙桌、細礫石坑、攀爬坡面及寵物專區。
馬卡龍除了遊戲場外，也規畫約590平方公尺的滑步車專屬場域，另有規畫占地約1500平方公尺寵物犬專屬空間，同時也設有遮陽棚及座椅可供飼主休息。
為因應休憩人潮需求，馬卡龍規畫126格汽車停車格及77格機車停車格，園內設置2處公廁，男女廁間比達1：4以上。公園24小時開放民眾使用，遊戲塔溜滑梯開放時間則為上午8時至晚上8時。。

## 交通
臺中市市區公車
周邊站位
於「宜欣郵局」站下車，然後步行約170公尺即可抵達。
- 統聯客運：3
- 台中客運：41、142、163
- 中鹿客運：68